# Црмница (жупа)
Жупа Црмница (Cermeniza) постојала је као подручје још у вријеме дукљанске државе. Задржала је име, као Црмничка нахија, а данас и као област Црмница. Ова средњовјековна област, била је мања од данашње. Простирала се у залеђу Вирпазара. Називи скоро свих села у данашњој Црмници, помињу се 1242. године, у повељи српског краља Владислава — врањинском манастиру. Кроз предио протиче ријека Црмница и стратегијски је безбједан, због шумовитог терена и блиских планина (Паштровићке планине) према мору. Жупа је имала комуникацију са жупом Куково са Будвом (Cuceva cum Budua) као и Баром. У њеној блзини, налазила се тврђава Облун (Oblon).